# 사이토 도시히데
사이토 도시히데(일본어: 斉藤 俊秀, 1973년 4월 20일 ~ )는 일본의 은퇴한 축구 선수이다.

## 구단 경력
1996년 J1리그의 시미즈 에스펄스에 입단했다. 2006년까지 244경기에 출전하여, 16득점을 넣었다. 1996년 J리그컵, 2001년 천황배 우승을 차지했다. 2007년 J2리그의 쇼난 벨마레로 이적했다. 2009년 후지에다 MYFC로 이적했다. 2013년후 현역 은퇴.

## 국가대표팀 경력
그는 1996년 8월 25일 우루과이과의 경기에서 일본 국가대표팀에 데뷔했다. 1996년 AFC 아시안컵, 1998년 FIFA 월드컵, 1999년 코파 아메리카에도 출전했다. 그는 1999년까지 국제 A매치 통산 17경기에 출전했다.

## 통계
| 일본 | 일본 | 일본 |
| 연도 | 출전 | 득점 |
| ---- | ---- | ---- |
| 1996 | 2    | 0    |
| 1997 | 7    | 0    |
| 1998 | 4    | 0    |
| 1999 | 4    | 0    |
| 통산 | 17   | 0    |